# 耶稣圣心圣殿 (克拉科夫)

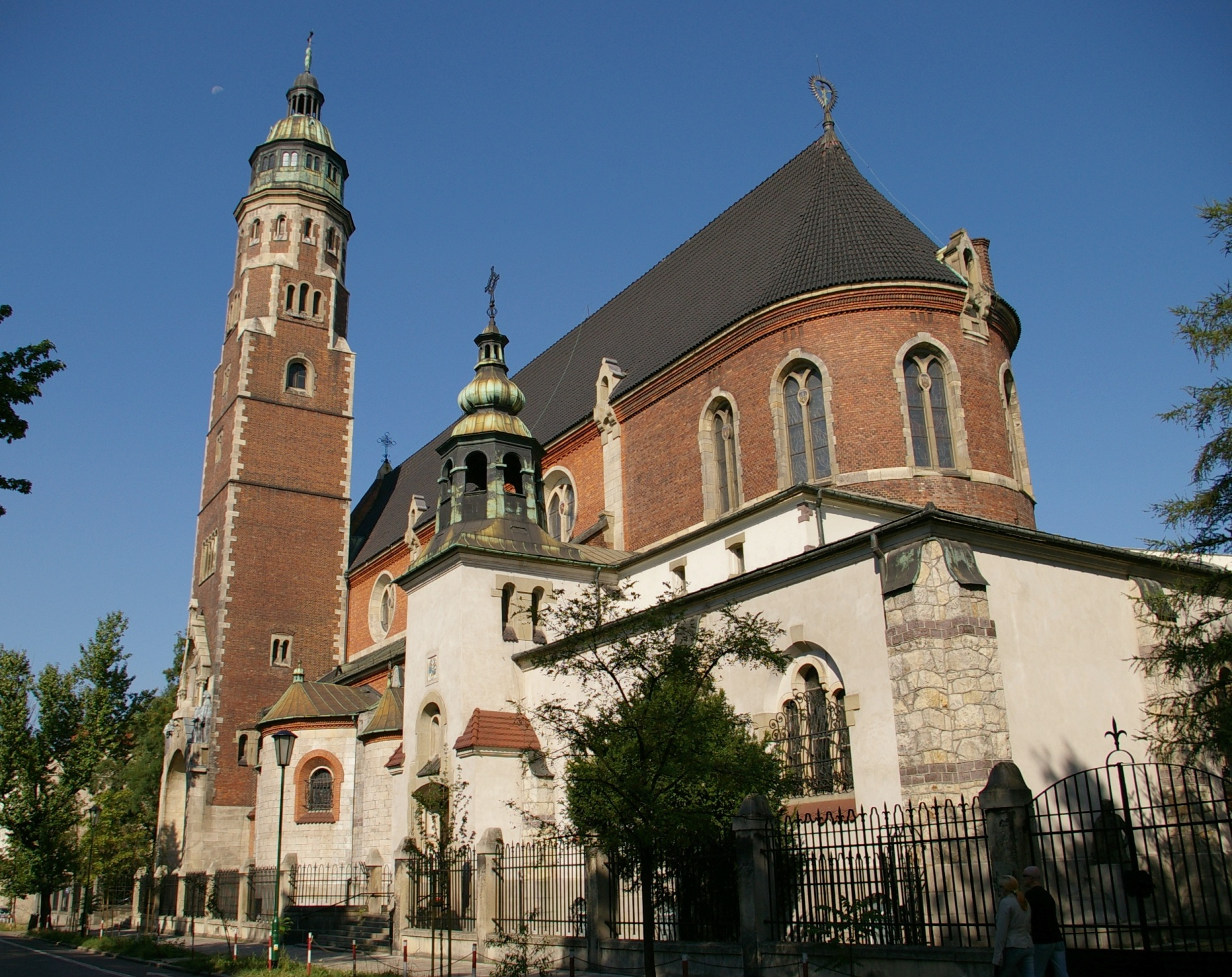
耶稣圣心大殿

耶稣圣心大殿（波蘭語：Bazylika Najświętszego Serca Pana Jezusa w Krakowie）是波兰城市克拉科夫的一座天主教堂，由耶稣会兴建于20世纪初，1921年祝圣。1960年升格为次级圣殿，1966年被列为历史文物。其钟楼高68米，是克拉科夫最高的建筑之一。